# Torre de Son Bou
La Torre de Son Bou, també anomenada Torre Esfondrada, o Torre d'Atalis, era una torre de guaita del tipus torre Martello, situada a la punta d'Atalis o punta Rodona, al costat de la platja d'Atalis, al municipi d'Es migjorn Gran (Menorca). No en queda cap resta.

## Història
Va ser construïda el 1805 pels espanyols, un cop recuperada l'illa del domini britànic. Va ser enderrocada 3 anys més tard, el 2 d'abril de 1808, quan va ser atacada per un destacament que va desembarcar de la fragata britànica HMS Imperiouse, sota el comandament de Lord Cochrane, en la guerra amb Napoleó. Les seves restes possiblement van ser utilitzades duran la Guerra Civil espanyola per a construir un búnker al mateix lloc.

## Descripció
Dels plànols de construcció de la torre, que es conserven al Museu Militar de Menorca, es dedueix que la torre era de forma troncocònica, de 10,20 metres d'alçada, un diàmetre a la base d'11,75 m, i de 9,75 m al parapet superior. Tenia planta baixa i planta primera de contorn interior quadrat, amb les cantonades arrodonides. L'accés estava a 3,65 m del terra, a la planta primera.